# Руффо-Шилла, Фулько Луиджи
Фулько Луиджи Руффо-Шилла (итал. Fulco Luigi Ruffo-Scilla; 6 апреля 1840, Палермо, королевство Обеих Сицилий — 29 мая 1895, Рим, королевство Италия) — итальянский куриальный кардинал. Архиепископ Кьети и Васто с 28 декабря 1877 по 23 мая 1887. Титулярный архиепископ Петры с 23 мая 1887 по 14 декабря 1891. Апостольский нунций в Баварии с 23 мая 1887 по 20 марта 1889. Префект Дома Его Святейшества и Префект Апостольского дворца с 20 марта 1889 по 14 декабря 1891. Камерленго Священной Коллегии Кардиналов с 18 мая 1894 по 18 марта 1895. Кардинал-дьякон с 14 декабря 1891, с титулярной диаконией Санта-Мария-ин-Траспонтина с 17 декабря 1891.